# Capitulaire de Quierzy

Droit Romano-germain
Droit du haut Moyen Âge
Capitulaire de Coulaines (843)
Le capitulaire de Quierzy  est un capitulaire qui fut promulgué lors d'une assemblée tenue à Quierzy (actuel département de l'Aisne) entre le 14 juin et le 16 juin 877 sous le règne du roi Charles le Chauve.

## Contexte historique

### Affaiblissement du pouvoir central carolingien depuis les années 830
Le capitulaire est écrit à la fin de la vie de Charles le Chauve, à une période où depuis une quarantaine d'années les fonctionnaires impériaux de l'Empire carolingien puis les seigneurs locaux gagnaient en influence et en privilèges au détriment du pouvoir central. En effet, depuis les révoltes des fils de Louis le Pieux (Charles le Chauve, Lothaire, Louis le Germanique) et dans une certaine mesure de son neveu Bernard d'Italie, contre lui, et depuis les guerres entre ses fils qui ont suivi la mort de Louis le Pieux et qui ont abouti au démembrement de l'empire avec le Traité de Verdun de 843, les fidèles des différents rois des Francs se sont révélés de plus en plus indispensables. C'étaient eux qui pouvaient mobiliser les troupes au niveau comtal, indispensables à chaque souverain pour poursuivre la guerre contre les autres rois des Francs. De plus, l'affaiblissement du pouvoir central à cause des révoltes et de la guerre civile des années 830 a laissé l'Empire carolingien plus sensible face aux incursions de Hongrois et de pirates normands et maures, mettant les comtes des territoires concernés en première ligne pour assurer la sécurité des populations et des lieux de culte ou de commerce face aux pillards, renforçant ainsi encore plus le pouvoir local. 
En échange de la fidélité des comtes auprès d'un roi, ceux-ci exigeaient une contrepartie. Sous Charlemagne et aux débuts du règne de Louis le Pieux, la récompense consistait en l'octroi de terres à gérer, prélevées lors des conquêtes qui étendaient l'Empire carolingien. Or, après l'arrêt des conquêtes, il n'était plus possible d'accorder de nouvelles terres à un comte sans le faire au détriment d'un autre comte. Ceux-ci, à défaut de nouvelles terres, ont donc exigé d'obtenir plus de droits (notamment fiscaux) et plus de privilèges. L'hérédité de la charge comtale était un état de fait dans de nombreux comtés depuis des décennies. Mais les comtes étaient, à l'origine de l'empire durant le règne de Charlemagne, des fonctionnaires révocables, dont l'hérédité n'était pas reconnue officiellement, et le roi pouvait en toute légalité décider de ne pas accorder le titre de comte au fils d'un comte qui venait de mourir. La reconnaissance officielle de l'hérédité de la charge de comte était donc une revendication de ceux-ci.

### Contexte immédiat en 877
Appelé au secours par le pape Jean VIII, Charles le Chauve est sur le point d'entreprendre une expédition en Italie. Préalablement, il réunit une assemblée à Quierzy pour régler la bonne marche de son empire. 
Dans cette même assemblée, il promulgue un capitulaire, dont les chapitres huit et neuf, qui n'avaient qu'une portée ponctuelle (l'expédition en Italie et ses conséquences directes), ont été considérés rétrospectivement comme les articles fondateurs de la féodalité par l'hérédité des honneurs.

## Contenu
Il s'agit des articles qui règlent la question des honneurs laïcs et ecclésiastiques qui viendraient à vaquer pendant cette période :
- les évêchés vacants seront soumis à un conseil de gestion en attendant la décision de l'empereur ;
- si un comte meurt, son fils aîné, assisté de l'évêque et des principaux officiers du comté, gérera le comté ;
- si un vassal meurt, sa veuve et ses enfants disposeront provisoirement de ses bénéfices ;
- si l'empereur meurt au cours de l'expédition — Charles le Chauve sort tout juste d'une pleurésie — et qu'un grand se retire dans un monastère pour prier pour son salut, son fils ou un parent « hérite » de ses bénéfices.

En fait, le texte prévoyait que ces transmissions se feraient sous le contrôle du roi. Charles le Chauve meurt la même année. Il est remplacé par Louis le Bègue et les grands feudataires prennent progressivement leur autonomie.
Cependant, ces articles n’ont jamais été évoqués au Moyen Âge pour justifier l’hérédité des fiefs : les vertus guerrières et la dignité fondaient l'autorité, elles étaient réputées se transmettre par le sang et non par la bonté du roi, ce qui justifie l'hérédité. Le capitulaire de Quierzy n'en fut pas pour autant remis en question : les successeurs de Charles le Chauve furent systématiquement en concurrence les uns avec les autres et ne purent rien entreprendre contre leurs désormais puissants vassaux. L'édit de Clotaire II de 614, qui réserve le titre de comte à des hommes issus du comté et y possédant des biens, est également un facteur à l'origine de la féodalité. Cet édit, qui permettait aux rois de saisir ces biens si la gestion du comte était indélicate, permit à ceux-ci d’augmenter leur puissance en s’appuyant sur un réseau de proches.
Il faut insister sur le fait que ce capitulaire, contrairement à ce qu'une historiographie traditionnelle affirmait, ne marque pas le début d'une véritable époque féodale, fondée sur l'hérédité des charges et des fiefs. Charles le Chauve, couronné empereur le 25 décembre 875, dispose d'une autorité forte, de sorte que la faillite du système politique n'est pas envisageable. Les grands aristocrates de l'Empire, bien que tous ne soutiennent pas cette expédition italienne, lui sont fidèles. Le capitulaire de Quierzy n'annonce pas, en 877, l'affaiblissement de la royauté carolingienne, mais cherche à organiser la régence de l'empire, déléguée au fils de Charles, Louis le Bègue, en l'absence de son père, lui qui craint l'inconstance de son jeune fils. L'hérédité des charges publiques et des bénéfices est déjà reconnue comme "naturelle" depuis longtemps, même si aucune règle écrite ne l'affirmait. Les dispositions de Quierzy sont pour autant extraordinaires et provisoires, liées à l'absence du souverain, et ne définissent nullement un règlement général sur l'hérédité des biens et des charges publiques.